# کولرتو جیاکوسا
کولرتو جیاکوسا (به ایتالیایی: Colleretto Giacosa) یک کومونه در ایتالیا است که در استان تورین واقع شده‌است.

## خصوصیات
کولرتو جیاکوسا ۴٫۶ کیلومترمربع مساحت و ۶۱۰ نفر جمعیت دارد و ۲۸۰ متر بالاتر از سطح دریا واقع شده‌است.